# トム・ウィルソン (俳優)
トム・ウィルソン（Tom Wilson、1880年8月27日 - 1965年2月19日）は、アメリカ合衆国の俳優。D・W・グリフィス監督の『國民の創生』と『イントレランス』でエキストラ出演し、以降ファースト・ナショナル時代のチャールズ・チャップリン映画などで脇役として活躍した。チャップリンの『キッド』の警官役で知られる。

## 出演作品
- 國民の創生（1915年）
- イントレランス（1916年）警官
- チャップリンの移民（1917年）博打打ち[1][2]
- 犬の生活（1918年）警官[3][4]
- 担へ銃（1918年）訓練キャンプの軍曹・物言わず斧を持つドイツ兵（二役）[5][6]
- サニーサイド（1919年）親方[7]
- 一日の行楽（1919年）大柄な夫[8][9]
- 教授（1919 - 1922年）安宿の宿泊客[10]
- キッド（1921年）警官[11]
- キートンの華麗なる一族（英語版）（1922年）兄[12][13]
- 拳闘屋キートン（英語版）（1926年）トレーナー[14]
- ヨーク軍曹（1941年）
- 殺人狂時代（1947年）
- 強迫/ロープ殺人事件（1959年）陪審員